# István Bóna
Dans le nom hongrois Bóna István, le nom de famille précède le prénom, mais cet article utilise l’ordre habituel en français István Bóna, où le prénom précède le nom.
István Bóna, né le 10 février 1930 à Heves et mort le 4 juin 2001 à Dunaújváros, est un historien et un archéologue hongrois. Directeur d'importantes campagnes de fouilles, il est l'auteur de nombreux ouvrages historiques et enseignait à la Faculté d'archéologie de l'université Loránd Eötvös à Budapest.

## Biographie
Il reçoit le prix Széchenyi en 1998.

### En français
- István Bóna (trad. Katalin Escher), Les Huns : le grand empire barbare d'Europe [« A hunok és nagykirályaik »], Errance, 2002

### En hongrois
- 1958 Chronologie der Hortfunde von Koszider-Typus, AAH 9
- 1959 Die Ausgrabungen von Márton L. in Tószeg, AAH 10 (Banner/Márton tsz.)
- 1963 Beiträge zur Archäologie und Geschichte der Quaden, AAH 15
- 1963 Pannonia története (Barkóczi/Mócsy tsz.)
- 1970 Avar lovassír Iváncsáról, ArchÉrt 97
- 1971 Ein Vierteljahrhundert Völkerwanderungsforschung in Ungarn (1945-1969), AAH 23
- 1973 VII. századi avar települések és Árpád-kori magyar falu Dunaújvárosban
- 1974 A középkor hajnala. A gepidák és a langobardok a Kárpát-medencében.
- 1974 Mittelbronzezeitliche Tell-Siedlung bei Békés (Banner tsz.)
- 1975 Die mittlere Bronzezeit Ungarns und ihre südöstlichen Beziehungen
- 1976 Der Anbruch des Mittelalters. Gepiden und Longobarden im Karpatenbecken.
- 1976 The dawn of the Dark Ages. The Gepids and the Longobards in the Carpathian Basin.
- 1976 A l´aube du Moyen Âge. Gépides et Longobardes dans le bassin des Carpathes.
- 1979 Gepiden in Siebenbürgen – Gepiden an der Theiß, AAH 31
- 1979 A szegvár-sápoldali lovassír. Adatok a korai avar temetkezési szokásokhoz, ArchÉrt 106
- 1980 Studien zum frühawarischen Reitergrab von Szegvár, AAH 32
- 1980 Tószeg-Laposhalom 1876-1976, SzMMÉ 1979-1980
- 1984 A XIX. század nagy avar leletei, SzMMÉ 1982-1983
- 1984 A nemzetségi és törzsi társadalom története Magyarországon, in: Székely (fsz.): Magyarország története I.
- 1984 A népvándorlás kor és a korai középkor története Magyarországon, in: Székely (fsz.): Magyarország története I.
- 1991 Das Hunnenreich
- 1991 Dunapentele története a honfoglalástól a 19. század közepéig a már eddig is ismert, valamint újonnan bevont adatok alapján
- 1993 A hunok és nagykirályaik
- 1995 Az Árpádok korai várairól

## Sources
- (hu) József Szentpéteri, « Bóna István », Magyar Tudomány, Budapest, Académie hongroise des sciences,‎ décembre 2001 (ISSN 0025-0325, lire en ligne)